# Helcogramma gymnauchen
Espèce
Statut de conservation UICN

 LC  : Préoccupation mineure
Helcogramma gymnauchen est une espèce de poissons marins de la famille des tripterygiidés. On le trouve dans le Pacifique ouest de l'Indonésie, la Papouasie-Nouvelle-Guinée et l'Australie du Nord, à des profondeurs variant entre 1 et 8 m. Il atteint une longueur maximale de 4 cm.
Helcogramma gymnauchen vit sur les récifs coralliens, et se nourrit d'algues et de petits invertébrés.